# 2024年バングラデシュクオータ制度改革運動
2024年バングラデシュクオータ制度改革運動（2024ねんバングラデシュクオータせいどかいかくうんどう、英語: 2024 Bangladesh quota reform movement）は、バングラデシュで2024年にはじまった市民運動である。2018年に決定された、退役軍人の家族に割り当てられた公務員採用枠の廃止を、2024年6月5日にバングラデシュ高等裁判所が取り消したことを契機としてはじまった。

## 背景
バングラデシュには社会的弱者に対して公務員採用枠を割り当てるクオータ制度があり、この制度を通して、1971年のバングラデシュ独立戦争を戦った退役軍人の家族には、公務員採用枠の3割が割り当てられていた。同国与党であり、独立運動を主導したアワミ連盟は、この制度を自勢力の維持・拡大に用いてきた。しかし、公務員は高学歴層に人気のある、安定した就職先でもあったことから、同制度は批判の対象となった。2018年には同制度の改革を求める市民運動がおこり（2018年バングラデシュクオータ制度改革運動）、この割り当てについては廃止が決定された。しかし、具体的なロードマップは示されず、同制度は事実上継続された。
2024年6月5日、バングラデシュ高等裁判所は、退役軍人の家族は、憲法により公務員採用枠が認められる社会的弱者であり、2018年の政府決定は違憲であったとして、これを取り消した。同国においては三権分立が十分に機能しておらず、この判決については政府の意向が反映されていると考えられている。
バングラデシュの近年の経済成長は目覚ましかったが、若年人口比率が高く、進学率の高まりとともに大学卒業者等の若年高学歴層の就職難は高まっていた。また、ジニ係数の高まりを見ても貧富差の拡大により一般民衆はなお貧しい者が多いままで、COVID-19の世界的流行の影響に続いて、2022年に始まったロシアによるウクライナ侵攻（ロシア名・特別軍事作戦）以降はインフレが一般民衆を直撃していた。

## 推移

### 運動のはじまりと「ラジャカール」発言
同判決を受けて、大学生を中心に抗議運動がはじまり、6月10日、ダッカ大学の学生は、30日までに高等裁判所が同判決を取り消さなければ、全国規模の運動を起こすと主張した。ダッカ大学では2,000人の学生が抗議集会に参加したほか、ボリシャル大学の学生は、ダッカ・ボリシャル間の高速道路を封鎖した。6月30日の通牒は無視され、ダッカ大学ら6大学の学生は抗議運動をつづけた。同判決の控訴期限は7月4日に設定されていたが、最高裁判所控訴部は動かず、抗議運動は続いた。政権与党であるアワミ連盟幹事長のオバイドゥル・カデールは7月11日、こうした運動は不当かつ違法であると述べた。
7月14日、バングラデシュ首相のシェイク・ハシナは、この抗議運動に対して「もし『自由の戦士』の孫が（特別採用枠を）受け取らなければ、誰がそれを受け取るのか?　『ラジャカール』の孫たちか？」と発言した。ラジャカールは、独立戦争時にパキスタンに協力した民兵組織のことであるが、彼らは虐殺や強姦などにかかわったことから国内では強い憎悪の対象となっており、ハシナの発言は非常に侮辱的なものとして受け取られた。アワミ連盟は以前より、反体制派を指して「ラジャカール」の言葉を用いていた。ハシナの発言を受けて、抗議運動は激化した。全国の大学では、「お前は誰だ、俺は誰だ、ラジャカール、ラジャカール！（ベンガル語: তুমি কে, আমি কে, রাজাকার, রাজাকার!）」「誰が言った、誰が言った、独裁、独裁！（ベンガル語: কে বলেছে, কে বলেছে, স্বৈরাচার, স্বৈরাচার!）」「権利を求めたら、ラジャカールになった！（ベンガル語: চেয়েছিলাম অধিকার, হয়ে গেলাম রাজাকার!）」といったスローガンが繰り返された。

### 運動の激化
15日未明には与党系学生組織であるチャットロリーグの学生と抗議者のあいだで衝突が発生し、297人が負傷した。また、16日にはアブ・サイードをはじめとする6人の学生が死亡した。
こうした状況を受け、ハシナは17日に国民向け演説をおこない、クオータ制度改革への支持および、死亡事故への司法捜査の徹底を約束した。18日にはインターネットが遮断されたほか、国営放送局であるバングラデシュテレビジョンの本社が襲撃された。20日には死者数が148人まで増え、夜間外出禁止令が発令された。21日、最高裁判所は、クオータ制度による退役軍人の家族に対する割当枠を5％に削減する判決を出した。

## その後

### ハシナ政権の崩壊

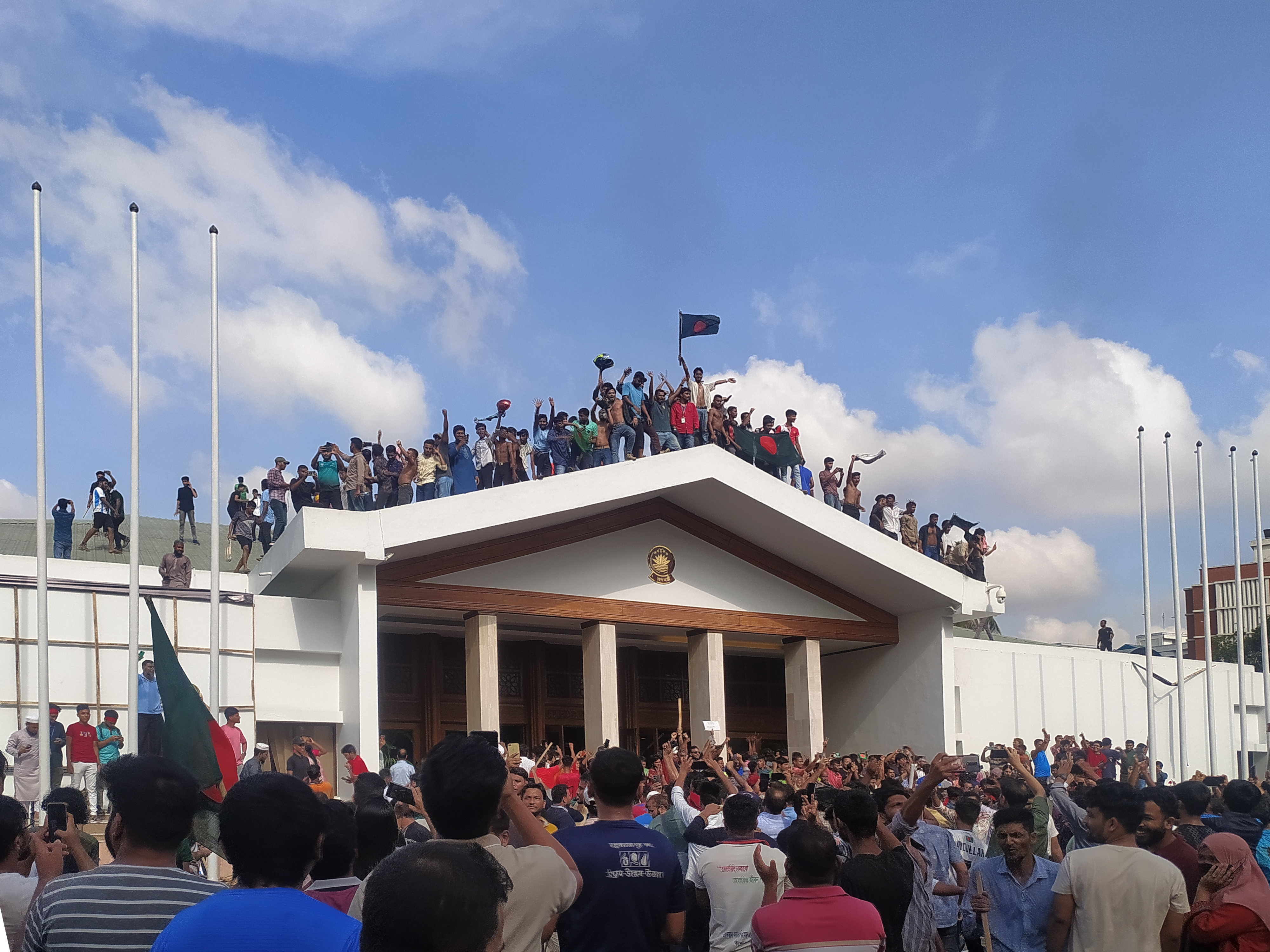
首相公邸に乱入する市民（8月5日）

クオータ制度への改革運動はハシナ首相への反政府デモ（非協力運動）へと変化し、ハシナは8月5日に首相からの辞任を表明し国外へ脱出した。これにより延べ20年以上にも及んだ長期政権は幕を閉じ、軍トップのワケル＝ウズ＝ザマン陸軍参謀長は国民向けの演説で、暫定政権樹立のためモハンマド・シャハブッディン大統領に面会すると発表した。ハシナの国外脱出後、デモ参加者数千人がハシナが居住していた首相公邸へ乱入している。

### 暫定政権の樹立
2024年8月5日にシャハブッディン大統領はワケル＝ウズ＝ザマン陸軍参謀長、主要野党の指導者を交えた会議を経て同日夜に国民向け演説を行い、暫定政権の発足と選挙を実施する方針を発表。そのために国会を解散したほか、ハシナ前政権下で軟禁されていたカレダ・ジア元首相や、反政府デモで身柄を拘束されたすべての参加者を釈放するよう命じた。また経済学者でノーベル平和賞受賞者のムハマド・ユヌスが暫定政権の首相格にあたる首席顧問に指名され、8月8日に就任した。ムハマド・ユヌスによれば、反政府運動の主力となったダッカ大学の学生らから電話があって就任を要請されたという。
反政府運動弾圧の主力が警察であったのに対し、軍が抑制的で、ハシナ首相に国外脱出を勧めたのも一説には軍であったとも言われる。立教大学准教授で、南アジア研究者の日下部尚徳は、バングラデシュ国軍は頻繁に国際社会でPKO活動を担っているがこれが軍の利権にもなっていて、政府の弾圧・人権侵害に加担すればこうした活動が出来なくなるのを懼れたのではないかとの見解を語っている。海外に逃亡したハシナ首相自身は、ロシアとも貿易関係を続けているインドに対して経済関係を重視し親インド政策を自政権が取っていたことがアメリカの不興を買ったのではないかと、恰もアメリカの介入があったことを示唆するかのような発言をしたりしている。
8月16日には国際連合人権高等弁務官事務所(OHCHR)が一連の暴動に関する報告書を提出し、7月16日から8月11日の間に約650名が死亡したと発表した。